# Louisiana (Nya Spanien)
Louisiana (spanska: Luisiana, franska: La Louisiane) var ett administrativt distrikt i Vicekungadömet Nya Spanien från 1762 till 1802, som var beläget väster om Mississippifloden, plus New Orleans. Spanien fick området av Frankrike, som kallat området  Louisiana efter kung Ludvig XIV av Frankrike 1682.

### Fotnoter
1. ↑  ”Louisiana” (på engelska). World Statesmen. http://www.worldstatesmen.org/US_states_L-M.html#Louisiana. Läst 8 november 2015.